# Aspalathus rectistyla
Aspalathus rectistyla är en ärtväxtart som beskrevs av Rolf Martin Theodor Dahlgren. Aspalathus rectistyla ingår i släktet Aspalathus och familjen ärtväxter. Inga underarter finns listade i Catalogue of Life.